# Juliusz Borst
Juliusz Robert Borst (ur. 28 grudnia 1838 w Zgierzu, zm. 28 stycznia 1917, tamże) – zgierski fabrykant.

## Życiorys
Prowadził z bratem, Adolfem Gustawem Borstem, rodzinne przedsiębiorstwo „Fabryka sukna A. G. Borst” przy ulicy Błotnej 166 (obecnie ul. 3 Maja 6). Fabrykę dostali w spadku po śmierci ojca w 1847. Zakład był ulokowany przy ul. Błotnej (przy współczesnym skrzyżowaniu ul. ks. Popiełuszki i 3 Maja w Zgierzu). Początkowo przedsiębiorstwem zarządzał brat, współpracując z Juliuszem. Adolf nie miał potomków, w związku z czym cały majątek po jego śmierci w 1894 przypadł Juliuszowi. Przedsiębiorstwo Borsów posiadało przędzalnię wełny, szarpalnię, tkalnię, farbiarnię i apreturę. W 1892 Borstowie doświadczyli w swojej fabryce fali strajków w ramach buntu łódzkiego, w 1903 zaś tzw. protestu przykręcaczy. W 1922 (po jego śmierci) w fabryce Borsta pracowało 527 osób, a przedsiębiorstwo było jedną z większych fabryk sukienniczych w Polsce.
Juliusz Borst po sprzedaży rodzinnego domu, rozpoczął budowę na obrzeżach Zgierza pałacu dla swojej chorej na gruźlicę żony, zlokalizowanego wśród zieleni, na obrzeżach miasta, z dala od miejskich zanieczyszczeń, pałacu Augustówka w Zgierzu (obecnie ul. K. Pułaskiego 56 w Zgierzu), nazwanego na cześć chorej żony – Augusty.
Juliusz Borst był założycielem i prezesem zarządu Zgierskiej Szkoły Handlowej – pierwszej siedziby – I Liceum Ogólnokształcącego im. Stanisława Staszica w Zgierzu. Zaangażował się w powstanie męskiego gimnazjum w Zgierzu, był współtwórcą zgierskiej Ochotniczej Straży Pożarnej, a także prezesem Zgromadzenia Kupców Zgierskich, współzałożycielem i członkiem Towarzystwa Wzajemnego Kredytu i Towarzystwa Pożyczkowo-Oszczędnościowego. W 1907 został współzałożycielem męskiego Towarzystwa Śpiewaczego i Polskiego Towarzystwa Śpiewaczego „Lutnia”.
Borst pośmiertnie został uhonorowany tytułem zasłużonego obywatela Zgierza.

## Życie prywatne
Juliusz Borst był synem Karola Gottlieba Borsta – zgierskiego sukiennika, i jego małżonki – Zuzanny Heleny z domu Teig. Żoną Borsta była Augusta Karolina z domu Seiler – zmarła na gruźlicę w wieku 29 lat. Juliusz i Augusta mieli czworo dzieci:
- Małgorzatę (ur. 1875) – żonę pabianickiego fabrykanta – Juliana Krusche,
- Edwarda Wilhelma (ur. 1877),
- Karolinę (ur. 1878), żonę Ludwika Rossmanna,
- Henryka (1881–1887)[2].